# Adolphe Travelletti
Adolphe Travelletti, auch Adolphe Traveletti, (* 17. November 1914 in Ayent; † 18. Oktober 1985 in Sitten; heimatberechtigt in Ayent) war ein Schweizer Politiker.

## Leben
Travelletti machte in Freiburg den Titel «lic. iur.» und war als Anwalt, Notar und dann als Bankier tätig. Ab 1955 war er Verwaltungsrat und von 1965 bis 1979 Direktor der Walliser Kantonalbank. Zudem war er Präsident der Walliser Bankenvereinigung, Verwaltungsratspräsident der Pfandbriefzentrale der schweizerischen Kantonalbanken und ab 1979 Verwaltungsrat der Alusuisse.
Von 1941 bis 1965 sass Travelletti im Walliser Grossrat und war von 1945 bis 1956 Gemeindepräsident von Ayent. Bei der Schweizer Parlamentswahlen 1963 wurde er für die konservativ-christlichsoziale Partei in den Nationalrat gewählt, dem er bis 1966 angehörte.